# Laubierinidae
Laubierinidae là một họ ốc biển, là động vật thân mềm chân bụng sống ở biển trong nhánh Littorinimorpha.

## Phân loại
- Chi Laubierina A. Warén & Ph. Bouchet, 1990